# 第6山岳旅団 (オーストリア連邦軍)
第6山岳旅団（だい6さんがくりょだん、ドイツ語: 6. Gebirgsbrigade）は、オーストリア連邦軍の旅団のひとつ。軍司令部（ドイツ語: Kommando Streitkräfte）隷下にあり、チロル州アブサムのアンドレアス・ホーファー兵営に司令部を置く。2016年の連邦軍改革によって第6猟兵旅団から山岳戦コマンドに改編後、2019年に第6山岳旅団へ再度改編された。

## 編成
旅団編成は以下のとおりとなる。
- 第6本部大隊（ドイツ語版）（チロル州インスブルック）
  - 本部中隊
  - 指揮支援中隊
  - 補給輸送中隊
  - 修理中隊
  - NBC防護中隊
  - 教導中隊
  - 駄獣センター
- 第23猟兵大隊（ドイツ語版）（フォアアールベルク州ブルーデシュ（ドイツ語版））
  - 本部中隊
  - 第1猟兵中隊
  - 第2猟兵中隊（チロル州ランデック（ドイツ語版））
  - 戦闘支援中隊
- 第24猟兵大隊（ドイツ語版）（チロル州リエンツ）
  - 本部中隊
  - 第1猟兵中隊（チロル州ザンクト・ヨハン・イン・チロル（ドイツ語版））
  - 第2猟兵中隊
  - 第3猟兵中隊（チロル州ザンクト・ヨハン・イン・チロル）
  - 戦闘支援中隊
- 第26猟兵大隊（ドイツ語版）（ケルンテン州シュピッタル・アン・デア・ドラウ）
  - 本部中隊
  - 第1猟兵中隊
  - 第2猟兵中隊
  - 戦闘支援中隊
- 第2工兵大隊（ザルツブルク州ヴァルス＝ジーツェンハイム（ドイツ語版））
  - 本部中隊
  - 工兵中隊
  - 建設工兵中隊
  - 技術工兵中隊
  - 工兵戦闘支援中隊
  - コマンド野営システム

## 歴代旅団長
| 代            | 氏名                                          | 階級          | 在職期間        | 備考          |
| 第6山岳旅団長 | 第6山岳旅団長                                 | 第6山岳旅団長 | 第6山岳旅団長   | 第6山岳旅団長 |
| ------------- | --------------------------------------------- | ------------- | --------------- | ------------- |
| 1             | フリードリヒ・ブルナー Friedrich Brunner      | 大佐          | 1956年 - 1962年 |               |
| 第6猟兵旅団長 |                                               |               |                 |               |
| 1             | フリードリヒ・ブルナー Friedrich Brunner      | 大佐          | 1962年 - 1963年 |               |
| 2             | アルフレート・ノイマイヤー Alfred Neumayr     | 大佐          | 1963年 - 1966年 |               |
| 3             | ノルベルト・シュタンプファー Norbert Stampfer | 大佐          | 1966年 - 1977年 |               |
| 4             | ヘルベルト・バウアー Herbert Bauer            | 准将          | 1999年 - 2003年 |               |
| 5             | エルンスト・コンツェット Ernst Konzett        | 准将          | 2003年 - 2010年 |               |
|               | アントン・ヴァルドナー Anton Waldner          | 准将          | 2010年          | 指揮権委任    |
| 6             | ペーター・グリューンヴァルト Peter Grünwald   | 准将          | 2010年 - 2017年 |               |
| 7             | Wolfgang Weichselberger                       | 大佐          | 2017年 - 2018年 |               |
| 8             | ヨハン・ガイスウィンクラー Johann Gaiswinkler | 准将          | 2018年 -        |               |
| 第6山岳旅団長 |                                               |               |                 |               |
| 1             | ヨハン・ガイスウィンクラー Johann Gaiswinkler | 准将          | 2019年 -        |               |